# 葛玛丽
葛玛丽（Annemarie von Gabain 1901-1993），德国突厥学家。1920年起在柏林大学学习突厥比较语言学、汉学、佛学。1926年获博士学位，在德国科学院从事敦煌古回鹘文献研究。多年担任国际乌拉尔-阿尔泰学会理事长。著有专著《古代突厥语法》、《中亚学研究导论》，论文《古代突厥人生活中城市的作用》、《维吾尔人的早期历史》、《突厥人中的佛教》等。1982年曾访华。